# Apis (ville)
Pour les articles homonymes, voir Apis (homonymie).
Apis (grec : Ἄπις, du nom du dieu Apis), est une ancienne ville portuaire maritime  sur la côte nord de l'Afrique, à environ 18 km à l'ouest de Paraetonium, tantôt considérée comme située en Égypte, tantôt en Marmarique. 
Scylax la place à la limite occidentale de l'Égypte, à la frontière avec la Marmarique. Ptolémée la mentionne comme faisant partie de la Libyae Nomos ; ainsi que Pline l'Ancien, qui l'appelle nobilis religione Aegypti locus.